# 뇌손상
뇌손상(腦損傷, brain damage)은 특정한 이유에 의해서 뇌가 제 기능을 하지 못하는 상태를 의미한다. 대다수의 경우 뇌손상은 산소 결핍이나 뇌에 대한 직접적인 타격으로 인해 일어나므로, 지난 1999년 김대중 정부가 추진한 장애인복지법 개정으로 일반 지체 장애와는 별개의 유형인 뇌병변장애가 추가 신설되었다.

## 병인
뇌손상은 개방성 두부 손상, 폐쇄성 두부 손상, 감속손상, 독성 물질의 노출, 산소 부족, 종양, 감염, 뇌졸중과 같은 수많은 질병으로 발생할 수 있다.
신경외과수술에서는 뇌전증 및 기타 뇌병을 치료하기 위해 뇌병변장애(brain lesion)가 종종 의도적으로 가해진다. 이러한 병변은 노출된 뇌에 전기쇼크나 제거를 가하거나 특정 부위에 흥분독소를 투입함으로써 유도된다.